# العلاقات البالاوية اللاتفية
العلاقات البالاوية اللاتفية هي العلاقات الثنائية التي تجمع بين بالاو ولاتفيا.

## مقارنة بين البلدين
هذه مقارنة عامة ومرجعية للدولتين:
| وجه المقارنة                                              | بالاو                         | لاتفيا                                             |
| --------------------------------------------------------- | ----------------------------- | -------------------------------------------------- |
| المساحة (كم2)                                             | 465                           | 64.59 ألف                                          |
| عدد السكان (نسمة)                                         | 21.73 ألف                     | 1.93 مليون                                         |
| الكثافة السكانية (ن./كم²)                                 | 4.67 ألف                      | 29.88                                              |
| العاصمة                                                   | نغيرولمود، كورور              | ريغا                                               |
| اللغة الرسمية                                             | لغة إنجليزية، اللغة البالاوية | اللغة اللاتفية                                     |
| العملة                                                    | دولار أمريكي                  | يورو، لاتس لاتفي، الروبل اللاتفي ‏، الروبل اللاتفي ‏ |
| الناتج المحلي الإجمالي (بليون دولار)                      | 291.54 مليون                  | 30.26 مليار                                        |
| الناتج المحلي الإجمالي (تعادل القوة الشرائية) بليون دولار | 326.12 مليون                  | 49.24 مليار                                        |
| الناتج المحلي الإجمالي الاسمي للفرد دولار أمريكي          | 13.50 ألف                     | 14.06 ألف                                          |
| الناتج المحلي الإجمالي للفرد دولار أمريكي                 | 14.76 ألف                     | 23.55 ألف                                          |
| مؤشر التنمية البشرية                                      | 0.780                         | 0.819                                              |
| رمز المكالمات الدولي                                      | +680                          | +371                                               |
| رمز الإنترنت                                              | .pw                           | .lv                                                |
| المنطقة الزمنية                                           | ت ع م+09:00                   | ت ع م+02:00، ت ع م+03:00، أوروبا/ريغا ‏             |

## منظمات دولية مشتركة
يشترك البلدان في عضوية مجموعة من المنظمات الدولية، منها:
| علم المنظمة | اسم المنظمة                        | تاريخ انضمام بالاو | تاريخ انضمام لاتفيا |
| ----------- | ---------------------------------- | ------------------ | ------------------- |
|             | مؤسسة التنمية الدولية              | 16 ديسمبر 1997     | 11 أغسطس 1992       |
|             | الأمم المتحدة                      | 15 ديسمبر 1994     | 17 سبتمبر 1991      |
|             | منظمة حظر الأسلحة الكيميائية       | ?                  | ?                   |
|             | مؤسسة التمويل الدولية              | 16 ديسمبر 1997     | 29 سبتمبر 1993      |
|             | وكالة ضمان الاستثمار متعدد الأطراف | 16 ديسمبر 1997     | 21 أغسطس 1998       |
|             | يونسكو                             | 20 سبتمبر 1999     | 9 يوليو 1951        |
|             | البنك الدولي للإنشاء والتعمير      | 16 ديسمبر 1997     | 11 أغسطس 1992       |

## وصلات خارجية
- موقع وزارة الخارجية اللاتفية